# Длужина (Великопольське воєводство)
Длужина (пол. Dłużyna) — село в Польщі, у гміні Влошаковиці Лещинського повіту Великопольського воєводства.
Населення — 475 осіб (2011).
У 1975-1998 роках село належало до Лешненського воєводства.

## Демографія
Демографічна структура станом на 31 березня 2011 року:
|          | Загалом | Допрацездатний вік | Працездатний вік | Постпрацездатний вік |
| -------- | ------- | ------------------ | ---------------- | -------------------- |
| Чоловіки | 241     | 60                 | 163              | 18                   |
| Жінки    | 234     | 49                 | 139              | 46                   |
| Разом    | 475     | 109                | 302              | 64                   |